# Botanischer Garten Bern

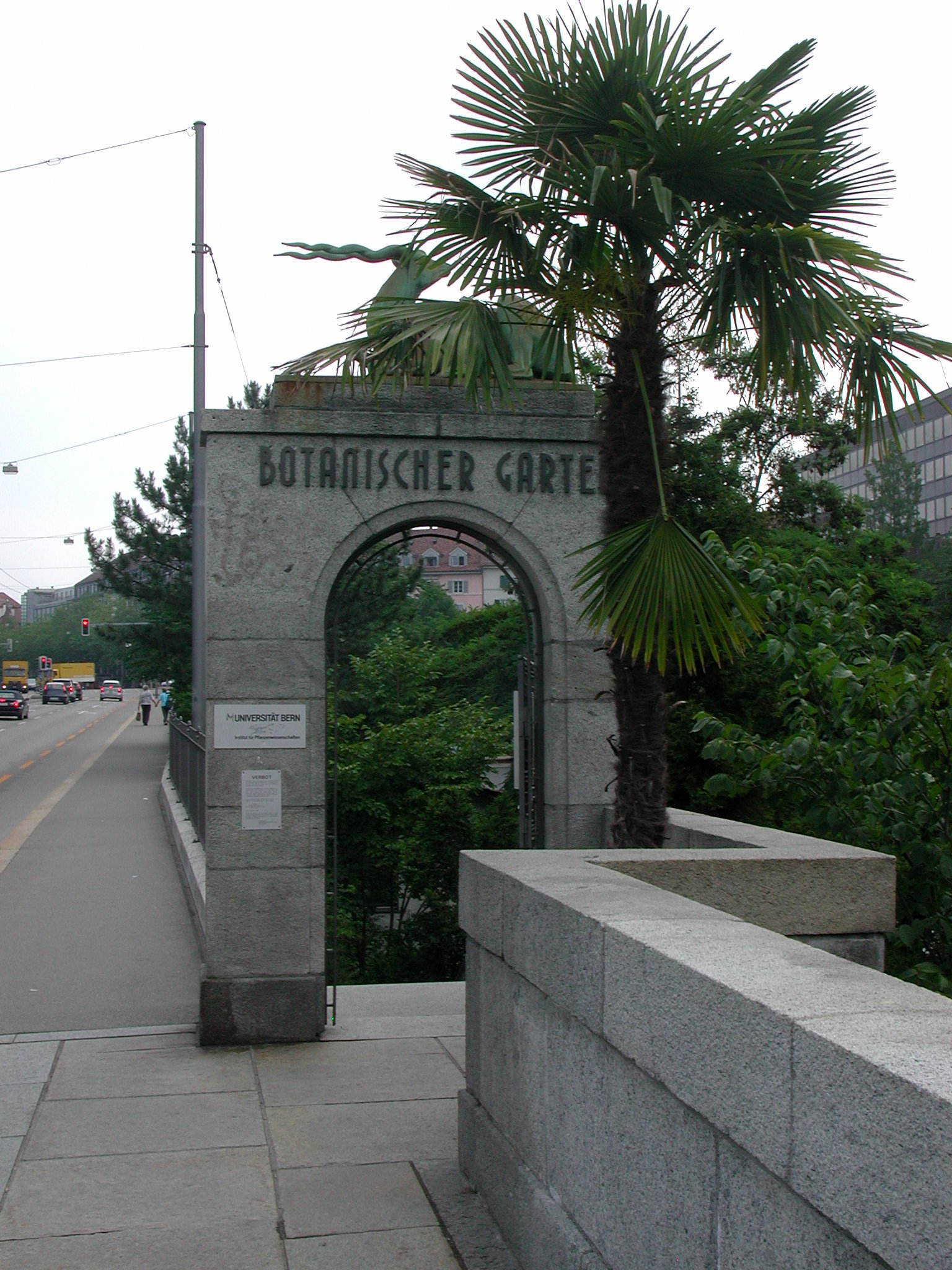
Eingang zum Botanischen Garten

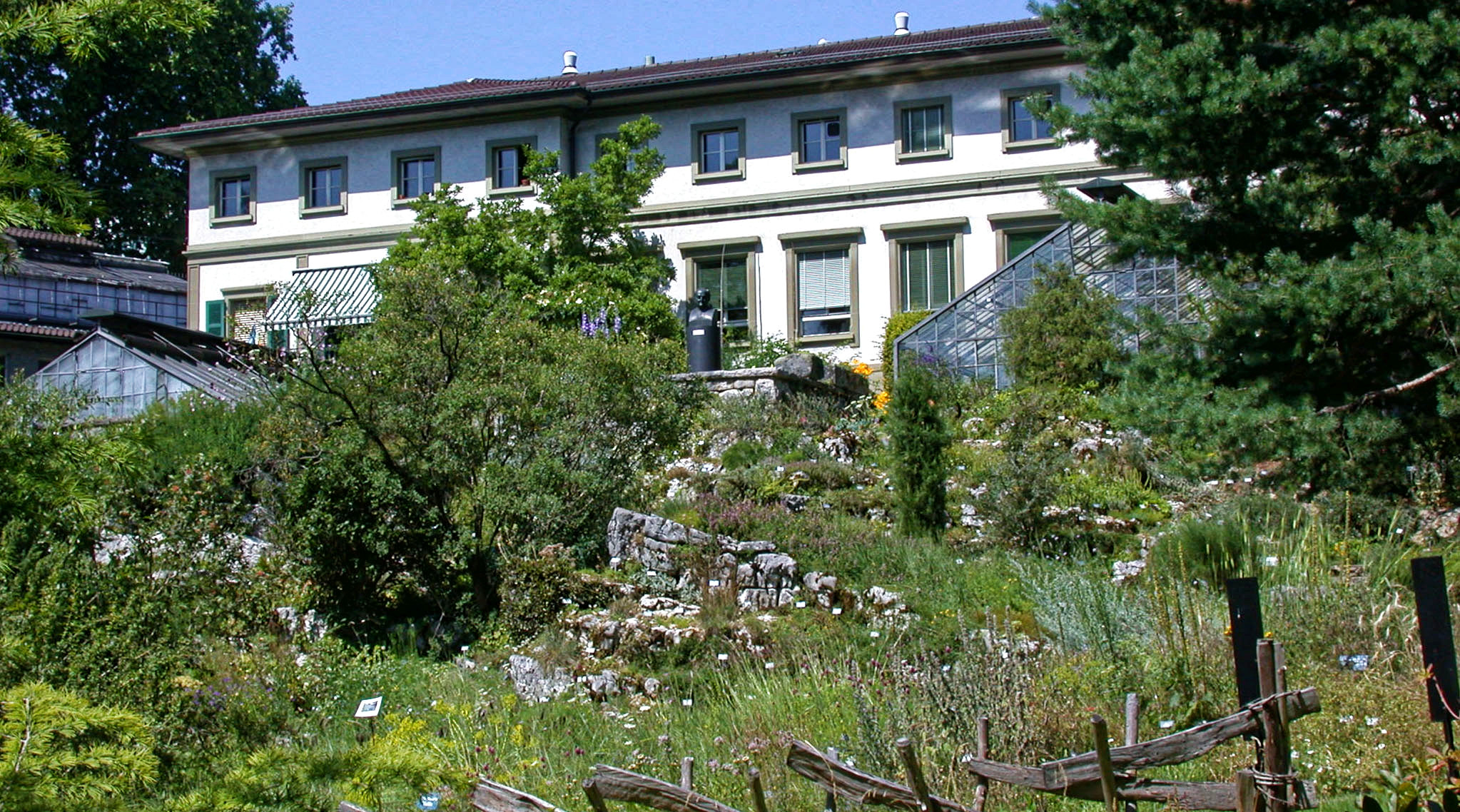
Blick auf das Hauptgebäude des Botanischen Gartens

Der Botanische Garten Bern ist der Botanische Garten der Universität Bern am Altenbergrain 21 in Bern, Schweiz.
Der erste botanische Garten Berns wurde 1789 im Marzili eingerichtet und 1796 zum Harnischturm am Langmauerweg 110 verlegt, wo er bis 1815 bestand. 1804 befand sich ein weiterer botanischer Garten im Hof der heutigen Stadtbibliothek. Er wurde 1862 an den Standort des heutigen Gartens im Rabbental verlegt, mit dessen Bau 1859 begonnen wurde.
Der Botanische Garten Bern besitzt eine Fläche von über zwei Hektaren mit sieben Glashäusern, wo ca. 6000 Pflanzenarten wachsen. Eine Besonderheit ist das Alpinum mit einer grossen Auswahl von Schweizer Alpenpflanzen sowie alpinen Pflanzen aus dem asiatischen und nordamerikanischen Raum. Das Palmenhaus zeigt feuchttropische Nutzpflanzen (Banane, Ananas, Zuckerrohr, Kaffee) des tropischen Regenwaldes, das Farnhaus Pflanzen der tropischen Bergwälder wie Baum- und Palmfarne, und ein drittes Schauhaus präsentiert die Vegetation der warmtrockenen Halbwüsten.